# Lycaeides subsolanus
Lycaeides subsolanus är en fjärilsart som beskrevs av Eduard Friedrich Eversmann 1851. Lycaeides subsolanus ingår i släktet Lycaeides och familjen juvelvingar. Inga underarter finns listade i Catalogue of Life.